# K Gentse SRL
K Gentse SRL, w skrócie KGSRL – belgijski klub szachowy z siedzibą w Gandawie, siedmiokrotny mistrz kraju.

## Historia
Klub powstał 16 kwietnia 1966 roku w wyniku fuzji klubów: Cercle des Echecs de Gand (zał. 1900) i Schaakkring Ruy Lopez (zał. 1939). Prezesem został Paul Mauquoy. W 1979 roku klub zdobył pierwsze mistrzostwo Belgii, które obronił w latach 1980–1982. W 1980 roku zespół zadebiutował w Pucharze Europy, pokonując w pierwszej rundzie Collegians Dublin, a następnie przegrywając ze Sportingiem CP. W sezonie 1983/1984 Pucharu Europy klub odpadł w pierwszej rundzie, a w kraju zdobył tytuł mistrzowski. Kolejne mistrzostwo kraju uzyskano dwa lata później. W latach 1998–1999 KGSRL powrócił do rozgrywek o Puchar Europy, kończąc je jednak za każdym razem na fazie eliminacyjnej. W sezonie 2009/2010 klub zajął trzecie miejsce w mistrzostwach kraju. W Pucharze Europy klub zajął 25. pozycję. W 2012 roku uzyskano wicemistrzostwo Belgii. Sezon 2015/2016 szachiści KGSRL zakończyli zdobyciem tytułu mistrzowskiego. Kadrę zespołu stanowili wówczas m.in. Laurent Fressinet, Loek van Wely, Romain Édouard, Jean-Pierre Le Roux, Bart Michiels, Eduardas Rozentalis, Arthur Pijpers i Geert Van der Stricht. W Pucharze Europy zespół uzyskał 37. miejsce. W latach 2018–2019 klub zajął drugie miejsce w mistrzostwach Belgii. W sezonie 2019/2020 uzyskano trzecie miejsce w lidze.

## Arcymistrzowie w historii klubu
- Christian Bauer[16]
- Adrien Demuth[17]
- Romain Édouard[18]
- Daniel Howard Fernandez[19]
- Laurent Fressinet[8]
- Eric Hansen[20]
- Ravi Haria[21]
- Misratdin Iskandarov[21]
- Ruud Janssen[21]
- Jean-Pierre Le Roux[18]
- Fabien Libiszewski[22]
- Sébastien Mazé[20]
- Bart Michiels[23]
- Elshan Moradiabadi[18]
- Pierre Laurent-Paoli[21]
- Fernando Peralta[21]
- Jonathan Rowson[24]
- Eduardas Rozentalis[18]
- Ülvi Sadıxov
- Casper Schoppen[21]
- Ivan Sokolov[25]
- Aleksandr Szabałow[21]
- Jan Timman[26]
- Loek van Wely[9]